# Ford Windsor (motor)
Os motores Ford Windsor são uma família de motores V8 para automóveis, produzidos pela Ford Motor Company. Sua produção teve inicio em 1961 e em 2001 parou de equipar os carros que saiam da linha de produção, porém ainda pode ser adquirido por meio da Ford Racing and Performance Parts.
Os motores em "V", como o próprio nome diz, são construídos em formato "V" com a finalidade de ocupar menos espaço nos compartimentos destinados ao acomodamento dos motores nos automóveis. 
A nomenclatura V8 302 , ou seja; oito cilindros em formato "V" (quatro cilindros de cada lado, formando o "V"), com 302 polegadas cúbicas de cilindrada, equivalentes a 5,0 litros.
Por apresentar uma cilindrada bastante elevada, esses motores são comumente empregados em veículos de grande performance, principalmente os esportivos de rua. Contudo, também é utilizado em aplicações marítimas.
Esse motor ficou conhecido no Brasil por ter sido utilizado no Ford Maverick GT, SL, Super e no Ford Galaxie, na versão 500, LTD e Landau. Também conhecido por "motor canadense" por ser exportado para o Brasil via Canadá, possui várias diferenças para os outros V8, como a ordem de ignição diferente do padrão usual (1-8-4-3-6-5-7-2, padrão Ford: 1-5-4-2-6-3-7-8). À época, possuía 199 cv brutos, sendo um dos mais potentes motores a equipar um veículo nacional. 
Nos EUA, foi utilizado em vários modelos como o Mustang, Galaxie, Maverick, picapes série F. Até pouco tempo ainda era fabricado sendo utilizado no utilitário esportivo Explorer, por exemplo. Atualmente foi substituído por um motor de projeto mais moderno, mas cilindrada muito próxima.